# Sojuz TM-6
Sojuz TM-6 je označení sovětské kosmické lodi, ve které odstartovala mise k sovětské kosmické stanici Mir.

## Posádka

### Startovali
- Vladimir Ljachov (3)
- Valerij Poljakov (1)
- Abdul Ahad Mohmand (1) – Afghánistán

### Přistávali
- Vladimir Titov (3)
- Musa Manarov (1)
- Jean-Loup Chrétien (2) – Francie

V závorkách je uveden dosavadní počet letů do vesmíru včetně této mise.